# Karl Bessenich
Karl Hieronymus Bessenich, auch Carl Jérôme Bessenich (* 22. Juni 1893 in Gladbach, Kreis Düren; † 13. September 1973 in Dornach, Kanton Solothurn), war ein deutscher Botaniker, Landschafts-, Figuren- und Blumenmaler sowie Anthroposoph.

## Leben
Karl Bessenich war Sohn des Landwirts und Rittergutbesitzers Carl Bessenich († 1928) und dessen Ehefrau Josefine, geborene Bollig (1870–1950). Er wuchs auf der Burg Gladbach auf, die sein Vater als Erbteil seiner Gattin besaß. Dem Vater missfielen die musischen Neigungen seines Sohns und er verbot ihm das Malen. Nach dem Besuch der Dorfschule und des Gymnasiums in Düren sollte Karl Bessenich in Heidelberg und in Straßburg Landwirtschaft studieren. 1913 ging er jedoch zum Militär und wurde Husar (2. Rheinisches Husaren-Regiment Nr. 9 in Straßburg). Als solcher nahm er am Ersten Weltkrieg teil. Nach Verletzungen, die er am 13. Oktober 1914 an der Westfront erlitten hatte, wurde er operiert und ging freiwillig wieder an die Front. Nachdem er im September 1917 in Rumänien ein weiteres Mal verwundet worden war, kam er nach Bonn ins Lazarett. Für seine militärischen Leistungen wurde er mit dem Eisernen Kreuz II. und I. Klasse ausgezeichnet. Sein Bruder Heinz (1892–1915) fiel in Russisch-Polen. Über seine Schwester Else (1897–1942) wurde der Verwaltungsjurist Karl Sieger 1919 sein Schwager. 
An der Rheinischen Friedrich-Wilhelms-Universität Bonn studierte er nach dem Krieg Botanik. Nach der Promotion wurde er Assistent von Hans Fitting am Botanischen Institut der Bonner Universität. Dort lernte er Frieda Schmitz (1892–1969) kennen, eine Studentin der Botanik, die er 1921 heiratete. 1923 publizierte er seine Schrift Über Beziehungen zwischen dem Vegetationspunkt und dem übrigen Pflanzenkörper bei Chara.
Neben der botanischen Arbeit begann er, sich künstlerisch zu betätigen. Über den Maler Helmuth Macke, einen Cousin von August Macke, kam Bessenich in Kontakt mit Bonner Künstlerkreisen. Ebenfalls trat er in Verbindung mit einem Kreis um Alfred Flechtheim. Er wurde Mitglied der Rheinischen Sezession und der Bonner Künstler-Vereinigung 1914. Zur künstlerischen Weiterbildung besuchte er Paris. Zusammen mit Max Peiffer Watenphul stellte er 1925 Werke im Museum Wiesbaden aus. Auch auf der Jahresausstellung 1925 der Bonner Künstlervereinigung 1914 in der Bonner Villa Obernier und der Jubiläumsausstellung der Rheinischen Sezession 1929 in der Kunsthalle Düsseldorf war er vertreten. Geprägt vom Rheinischen Expressionismus, malte er vor allem Blumenbilder in leuchtenden Farben, die in ihrer Gestaltung mitunter an Odilon Redon erinnern, sowie Landschaftsausschnitte, aber auch Porträts und Figürliches, später Architektur-Motive. Daneben schuf er Lithografien. Ferner kombinierte er farbliche Reproduktionen mit eigenen Gedichten, so auch in seiner Mappe Zwischen Mond und Sonne, die 1942 in Basel erschien.
In den 1920er Jahren befasste er sich zunehmend mit Anthroposophie und wurde Leiter des Bonner Zweiges der Anthroposophischen Gesellschaft. 1927 reiste er zum ersten Mal nach Dornach in die Schweiz, wo ab 1925 das zweite Goetheanum in Entstehung begriffen war. Nachdem er an den dortigen anthroposophischen Malschulen von Henni Geck (1884–1951) oder Hildegard Boos-Hamburger (1887–1969) nicht aufgenommen worden war, ging er zu Mieta Waller (1883–1954), um deren Skizzen zur Ausmalung der kleinen Kuppel des Goetheanums zu studieren. Eine Reihe von literarischen Arbeiten Bessenichs, die zwischen 1932 und 1968 publiziert wurden, finden sich in der anthroposophischen Zeitschrift Die Drei.
Als er bald nach seinem Besuch in Dornach arbeitsunfähig erkrankt war, zog er mit seiner Ehefrau von Bonn auf einen kleinen Landsitz nach Oberdollendorf. Dort begann er mit der Aquarellmalerei. 1934 emigrierte er mit Ehefrau und Sohn Wolfgang (1923–2005) nach Dornach, wo sich das Ehepaar an den anthroposophischen Aktivitäten beteiligte, etwa an der Eurythmie. Insbesondere begann er damit, Ausstellungen einzurichten. Dieses Engagement führte 1954 dazu, dass Bessenich neben Emil Schweigler (1897–1982) zum Leiter der Sektion für Bildende Künste an der Freien Hochschule für Geisteswissenschaft berufen wurde. 1957 gründete er die Künstlervereinigung „Die Fähre“. Im Alter erblindete er zunehmend, so dass er nicht mehr malen konnte. Nach dem Tod seiner Ehefrau (1969) heiratete er 1972 Lena Wehner.